# Unterschildbach
Unterschildbach ist eine Ortschaft in der Katastralgemeinde und Marktgemeinde Bischofstetten, Niederösterreich.
Die Rotte Unterschildbach liegt drei Kilometer westlich von Bischofstetten, unweit der Landesstraße L5301. Südlich durch den Ort fließt der Schildbach. Am 1. Jänner 2024 gab es in Unterschildbach 32 Einwohner. Im Franziszeischen Kataster von 1821 ist die Rotte mit einigen Gehöften verzeichnet.